# 星海广场站 (大连市)
星海广场站是大连地铁1号线的地铁站，位于中华人民共和国辽宁省大连市沙河口区中山路与星雨街交叉口，于2017年6月7日开通。

## 车站结构
星海广场站沿中山路东西设置，为地下二层岛式站台车站，车站长172.1米，标准段宽18.9米，车站地下一层为站厅层，地下二层为站台层，站台设置全高站台门。
| 地面              | 出入口 | A1、A2、C出入口                                                                                           |
| 地下一层          | 站厅   | 客服中心、自动售票机、验票机                                                                              |
| 地下二层          | 站台   | \| \| \| █ 1号线往河口（大医二院） \| \| 島式 · 開左邊车门 \| \| \| \| \| \| █ 1号线往姚家（会展中心） \| |
|                   |        | █ 1号线往河口（大医二院）                                                                                 |
| 島式 · 開左邊车门 |        | |
|                   |        | █ 1号线往姚家（会展中心）                                                                                 |

## 车站出口
星海广场站目前开放3个出口，各出口及周围设施如下所示：
| 出口编号                | 照片 | 出口指示         | 建议前往的目的地                                 |
| ----------------------- | ---- | ---------------- | ------------------------------------------------ |
| A · 1 · 出口 · （设有） |      | 中山路（西南侧） | 星雨街，金玉星海小区                             |
| A · 2 · 出口            |      | 中山路（东南侧） | 星海广场，星海浴场，金紫荆公馆小区，东方星海小区 |
| C · 出口                |      | 中山路（东北侧） | 大连化物所，亿达·杰特小区                        |
| 图例： 设有             |      |                  |                                                  |

## 接驳交通

### 有轨电车
- 大连有轨电车202路化物所站、星海广场站

### 公交车
- 化物所：16路、22路、23路、28路、28路加车、37路、406路、531路、901路、1121路、1121路玉皇顶、2002路、2002路郭水路加车、2002路横山寺加车
- 星雨街东：49路、808路

## 车站历史
- 2017年6月7日，车站随1号线二期通车开通[1]。